# Procambarus leitheuseri
Procambarus leitheuseri, sometimes called the Coastal Lowland cave crayfish, là một loài troglobite crayfish in the family Cambaridae. It is endemic to Hernando và Pasco counties, Florida and is listed as an endangered species on the Sách Đỏ IUCN.